# 夢醒時分
《夢醒時分》（英語：Dream To Awakening）是一首1989年中文流行歌曲，收录在台湾女歌手陈淑桦的第二十八張专辑，《跟你說 聽你說》。这首歌是台湾唱片工业史上首张销量破百万专辑《跟你說 聽你說》的主打歌曲，曾被許多歌手、如：庾澄庆、伍佰、林忆莲、王菲、梁静茹、周华健、迪克牛仔、
鄭中基、閻奕格、費玉清、盧廣仲、玖壹壹、卓依婷  等等翻唱过。香港“百变天后”鄭秀文也曾翻唱此曲為粵語版 - 思念，收录在Sammi (郑秀文1990年专辑)，作词人为潘伟源。
《夢醒時分》是由“百萬製作人”李宗盛亲手量身打造，並成功地將陈淑桦塑造成都会女子心声的代言人，将陈淑桦的歌唱事业推向顶峰，也将李宗盛自己推向了“音乐教父”的创作巅峰。
《夢醒時分》红遍亚洲地区，也成为两岸三地国语歌經典金曲之一。在《1989一念間》成為插曲，回想當時還沒(剛)正式發行的時候。

## 词曲
《夢醒時分》由李宗盛作词、作曲。歌词前半段讲述的是一个痴情的人在倾诉。在歌词的后半段，那个倾听者就劝他，上下两段歌词把一个感情受了伤害的人的诉说和别人给她的安慰很真实的描述了出来。

## 獎項与入围
- 1990年，以《夢醒時分》入围第2届金曲奖最佳年度歌曲奖
- 1990年，以《夢醒時分》獲得香港無線國語勁歌金曲國語歌曲過江龍金榜
- 1996年，以《夢醒時分》獲得世界華人票選85-95年十大華語金曲

## 其他歌手翻唱改編版本
| 演唱者            | 录音室专辑/演唱會專輯     | 唱片公司                | 发行时间       | 附註                                                   |
| ----------------- | ------------------------- | ----------------------- | -------------- | ------------------------------------------------------ |
| 鄭秀文            | Sammi                     | 華星唱片                | 1990年9月14日  | 粵語 歌名：《思念》                                    |
| 庾澄慶            | 哈林夜總會                | 新力音樂                | 1995年12月18日 | 翻唱                                                   |
| 迪克牛仔          | 別港                      | 上华唱片                | 1999年1月13日  | 翻唱                                                   |
| 林憶蓮            | 回憶蓮蓮                  | 滚石唱片                | 2006年8月18日  | 翻唱                                                   |
| 梁靜茹            | 今天情人節                | 相信音樂                | 2008年8月28日  | 翻唱                                                   |
| 衛蘭              | Janice Wish 2010新曲+精選 | 東亞唱片                | 2009年11月27日 | 粵語 歌名：《心有不甘》                                |
| 伍佰 & China Blue | 单程车票                  | 環球音樂                | 2011年9月9日   | 翻唱                                                   |
| 玖壹壹、嚴樂      | 无                        | 玖壹壹 Youtube 官方频道 | 2012年8月18日  | 翻唱兼改编，由玖壹壹改编词曲并命名为《梦醒时分 Remix》 |